# Matt Hazel
Matt Hazel (North Augusta, 23 gennaio 1992) è un giocatore di football americano statunitense che milita nei Ducks Lazio nel ruolo di wide receiver. Fu scelto nel corso del sesto giro (190º assoluto) del Draft NFL 2014. Al college giocò a football alla Coastal Carolina University.

## Carriera

### Miami Dolphins
Hazel fu scelto nel corso del sesto giro del Draft 2014 dai Miami Dolphins. Dopo non essere mai sceso in campo nella sua stagione da rookie, debuttò come professionista nel tredicesimo turno della stagione 2015 contro i Baltimore Ravens. Due settimane dopo disputò la prima gara in carriera come titolare contro i San Diego Chargers. La sua annata si chiuse scendendo in campo in tutte le ultime cinque partite.